# Tolomeo (figlio di Sosibio)
Tolomeo (in greco antico: Πτολεμαῖος?, Ptolemaĩos; fl. III secolo a.C.) è stato un militare egizio, figlio del ministro Sosibio.

## Biografia
Tolomeo era figlio dell'influente ministro Sosibio, il quale raggiunse il potere sotto Tolomeo IV, ma morì poco dopo l'ascesa al potere di Tolomeo V. Durante i primi anni di regno di Tolomeo V, Tolomeo fu inviato come ambasciatore nel regno di Macedonia da Filippo V. Quando tornò in Egitto, a causa del suo carattere turbolento, si mise contro il nuovo reggente reale Tlepolemo insieme al fratello Sosibio, guardia del corpo del re, e fu quindi costretto a ritirarsi dalla vita pubblica insieme al fratello.